# Willy Jähde
Willy Jähde (Helmsdorf, 18 januari 1908 – Dillingen an der Donau, 25 april 2002) was een Duitse officier en Major tijdens de Tweede Wereldoorlog. Hij was tevens commandant van het Schwere Panzer-Abteilung 502, waar Otto Carius, Johannes Bölter en Alfredo Carpaneto deel vanuit maakte. En hij was onderscheiden met het Duitse Ridderkruis van het IJzeren Kruis, een hoge militaire onderscheiding.

## Leven
Op 18 januari 1908 werd Willy Jähde geboren in Helmsdorf. Na zijn schooltijd in Forst in der Lausitz, en het succesvol afsluiten van zijn eindexamen (Reifeprüfung), meldde Jähde zich als 18-jarige in de Reichswehr. Hij werd geplaatst bij de 2e compagnie van het 6. (preußischen) Kraftfahrabteilung in Hannover. Deze eenheid was een van de voorlopers van de toekomstige Panzertruppe. Na zijn bezoek aan de Kriegschule  (militaire school) in Dresden, werd Jähde bevorderd tot Leutnant. In zijn twee jaar als verbindingsofficier in Breslau voelde hij zich in dit dienstvak niet op zijn plek, en vroeg overplaatsing aan.
In 1936 werd Jähde als Oberleutnant benoemd tot chef van de 3e compagnie in de Panzerabteilung 66  (66e Pantserbataljon). Deze eenheid past beter bij hem. In oktober 1938 werd de Panzerabteilung 66 toegewezen aan de 2. leichte Division. Met deze eenheid nam hij deel aan de Poolse Veldtocht. Op 2 september beleefde hij zijn vuurdoop als compagniecommandant tijdens de verovering van Woischnik. Op de avond van dezelfde dag werd hij hiervoor onderscheiden met het IJzeren Kruis 1939 der Tweede Klasse.
Op 5 en 7 september 1939 volgde veroveringen van Kjelzy  (Kielce) en Siedlce, en een paar dagen later viel ook Radom. Tijdens hevige gevechten ten westen van de Weichsel  (Vistula) op 12 september 1939, onderscheidde Oberleutnant Willy Jähde zich bijzonder. Daarvoor ontving hij de volgende dag het IJzeren Kruis 1939 der Eerste Klasse uit de handen van zijn Abteilungskommandeur, Oberstleutenant Sieckenius.
Op 18 oktober 1939 werd de 2. leichte Division in de 7. Panzerdivision  (7e Pantserdivisie) hernoemd. De Panzerabteilung 66  (66e Pantserbataljon) werd versterkt, en ging op in het Panzerregiment 25  (25e Pantserregiment).
Tijdens de slag om Frankrijk ontsnapte Hauptmann Jähde met zijn compagnie ternauwernood aan een vernietiging, toen ze nabij Kamerich  (Cambrai) in een hinderlaag werden gelokt.
Vanaf begin 1941 tot juni 1942 was Jähde compagniecommandant aan de Heeres-Unteroffiziersschule der schnellen Truppen in Putlos. In juli 1942 nam hij de I.Abteilung  (1e Afdeling) over in het Panzerregiment 29  (29e Pantserregiment) van de 12. Panzerdivision  (12e Pantserdivisie). Met deze eenheid werd hij ingezet in het noordelijke deel van het Oostfront. Zijn tanks moesten zich dagelijks verdedigen tegen vijandelijke troepen die op verschillende manieren superieur waren. In het sector rond Tortolowo, tijdens de zak van Pogostje, behaalde Jähde zulke opmerkelijke successen dat de Oberste Führung (hoogste commando) hem opmerkte.
In de herfst van 1943 nam Jähde de Schwere Panzer-Abteilung 502 van Hauptmann Oehme over, en leidde deze tijdens de defensieve gevechten bij Newel  (Nevel). Deze gevechten duurde zes weken. Aansluitend ging de Schwere Panzer-Abteilung 502 op transport en, direct van het laadperron, naar de gevechten bij Gattschina  (Gatsjina). De Russen vernietigden de 1e compagnie volledig, en Major Jähde raakte met vier Tigers achter de vijandelijke linies. Zijn compagniescommandant, Leutnant Carius (Tiger im Schlamm) vormde de achterhoede, terwijl Jähde, aan het hoofd van zijn tanks, op de rijbaan westwaarts richting Gatchina-Wolossowo-Narwa doorbrak.
Op 12 januari 1944 werd hij voor zijn zevende verwonding onderscheiden met het gewondeninsigne 1939 in goud. Voor zijn inzet in het gebied rond Gattschina werd hij onderscheiden met het Ridderkruis van het IJzeren Kruis.
Na zijn genezing, nam Jähde als commandant de Ausbildungseinheiten der Panzerschützen over die aan de Heeres-Unteroffiziersschule der Panzertruppen in Harz gestationeerd was. In 1945 werd hij door de Amerikanen krijgsgevangen gemaakt.

## Na de oorlog
In 1946 leverden de Amerikanen hem aan de Russen uit, die hem in een proces voor oorlogsmisdadigers in Eisenach wilde stellen. Jähde werd binnen een aantal maanden al weer vrijgelaten.
In 1961 vluchtte hij met zijn gezin uit de DDR. Jähde vestigde zich eerst in München. Over het verdere verloop van zijn leven is niets bekend. Op 25 april 2002 overleed hij in Dillingen an der Donau.

## Militaire carrière
- Major: Juli 1942[3] - 1 januari 1943 (RDA -6-)[5]
- Hauptmann: 1 oktober 1939 (RDA -2a-)[5] - 1940[2]
- Oberleutnant: 1936
- Leutnant: 1934[2]

## Onderscheidingen
- Ridderkruis van het IJzeren Kruis[3] op 16 maart 1944 als Major en Commandant van de Schwere Panzer-Abteilung 502, 227e Infanteriedivisie, Heer[1][2][5]
- IJzeren Kruis 1939, 1e Klasse[3] (15 september 1939[5]) en 2e Klasse[3] (10 september 1939[5])
- Gewondeninsigne 1939 in zwart[5], zilver[5] en goud[3]
- Panzerkampfabzeichen (zonder getal) in zilver[5]